# Antena cosecant al quadrat

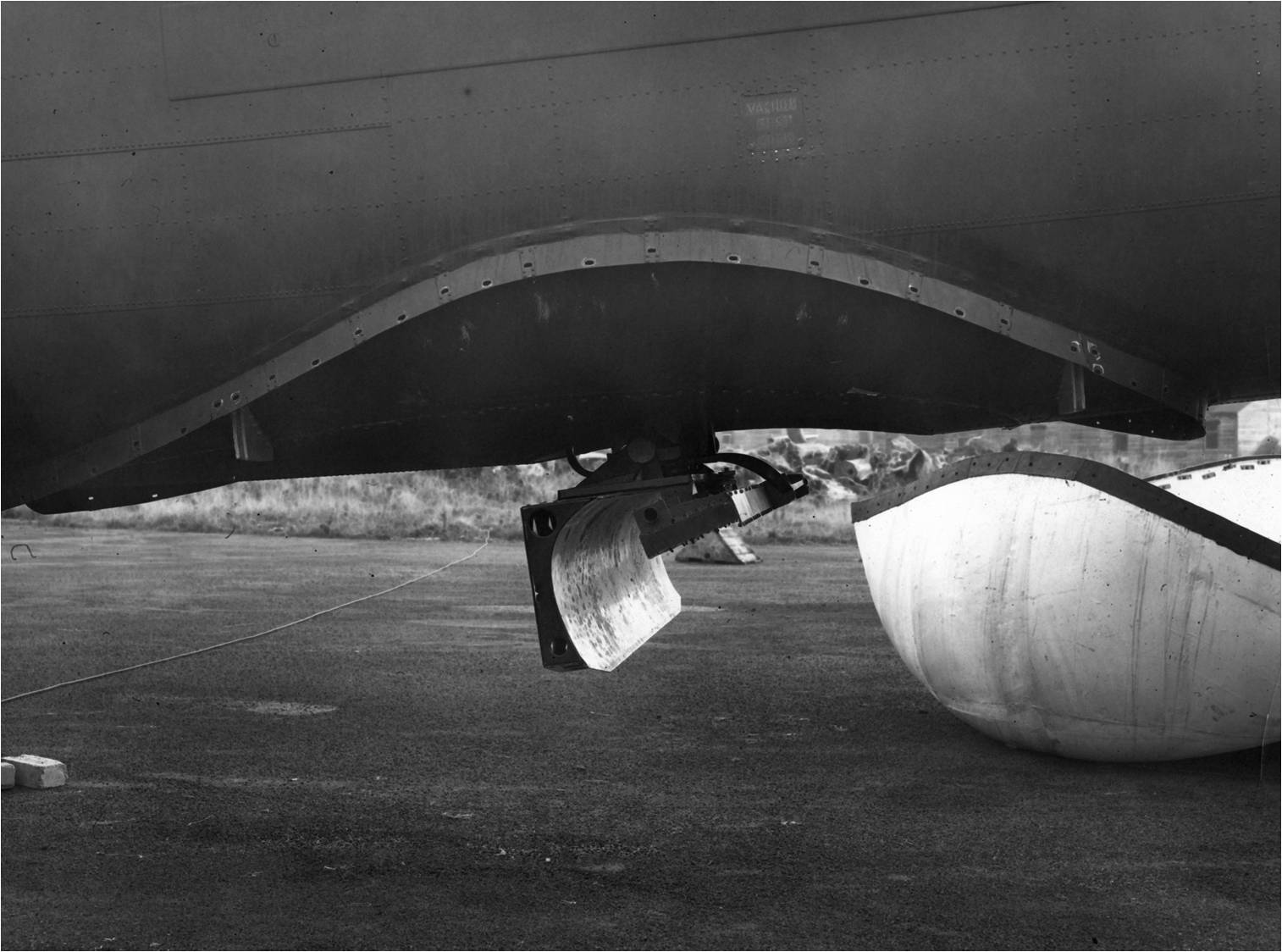
L'antena d'aquest radar H2S mostra el patró quadrat de cosecant en l'augment de la curvatura del llavi superior de la placa reflectora.

Una antena cosecant al quadrat, de vegades coneguda com a patró d'alçada constant, és una forma modificada de reflector parabòlic que s'utilitza en alguns sistemes de radar. Està dissenyat per enviar més energia de ràdio en determinades direccions per suavitzar el patró de recepció dels objectes a mesura que el seu abast canvia en relació amb el radar. El nom fa referència al fet que la quantitat d'energia retornada d'un objectiu disminueix amb el quadrat de la cosecant de l'angle entre el radar i l'objectiu.

## Desenvolupament
El concepte es va originar com a part del desenvolupament del radar H2S, que va escanejar l'àrea sota un avió per proporcionar un mapa de radar del sòl a sota. El sòl directament sota l'aeronau es troba a una distància igual a l'altitud de l'aeronau i produeix el senyal més fort. El retorn del terreny a més distàncies és un senyal molt més feble a causa de l'equació del radar.
La distància de rang inclinat entre el radar i el terreny és la cosecant de l'angle entre el fuselatge i l'objectiu, i l'energia cau amb la quarta arrel d'aquest nombre. Sense correcció, això va produir una pantalla on el terra sota l'avió era molt brillant a la pantalla de tub de raigs catòdics, mentre que el terreny a distàncies més llargues era gairebé invisible.
Per contrarestar-ho, l'antena d'escaneig es va tornar a orientar de manera que s'apuntés gairebé directament cap endavant, enviant així la major part de l'energia del radar a angles baixos en relació amb l'avió, augmentant així l'energia disponible a llarg abast. Això va deixar que l'àrea directament sota l'avió no rebés cap energia, de manera que el llavi superior del reflector es va doblegar per reflectir una petita quantitat d'energia en aquesta direcció. Això resulta en un patró de visualització més uniforme.
El mateix concepte bàsic aviat va trobar moltes aplicacions. Per als radars terrestres, la mateixa modificació es podria utilitzar per proporcionar escaneig a angles alts per sobre de l'estació mentre encara envia la major part de l'energia cap a angles baixos per detectar avions a llarg abast mentre s'eleven per sobre de l'horitzó del radar.
També es podria utilitzar la modificació contrària, doblegant el llavi superior cap a fora, amb el mateix resultat bàsic.

## Derivació
Un objecte a l'altura h per sobre del terra i el rang inclinat R forma un angle α que es pot calcular mitjançant sin α = h / R. Per reordenació, R = h / sin α, o R = h csc α.
L'equació del radar estableix que el senyal rebut d'un objecte, P e, varia inversament amb la quarta potència d'abast i directament com el quadrat del guany de l'antena, G, de manera que Pe ~ G2 / R4. Si l'objectiu és produir una constant P e, aleshores G2 ~ R4, o G ~ R2.
Substituint a la nostra fórmula per R s'obté G ~ (h csc α)2. Atès que el senyal constant es desitja per a objectes a una h constant, per exemple l'altitud de l'avió d'exploració terrestre, o un radar de terra mirant un avió a una altitud constant, també podem eliminar h, deixant G ~ csc2 α, la cosecant. relació al quadrat.